# Linda Sánchez

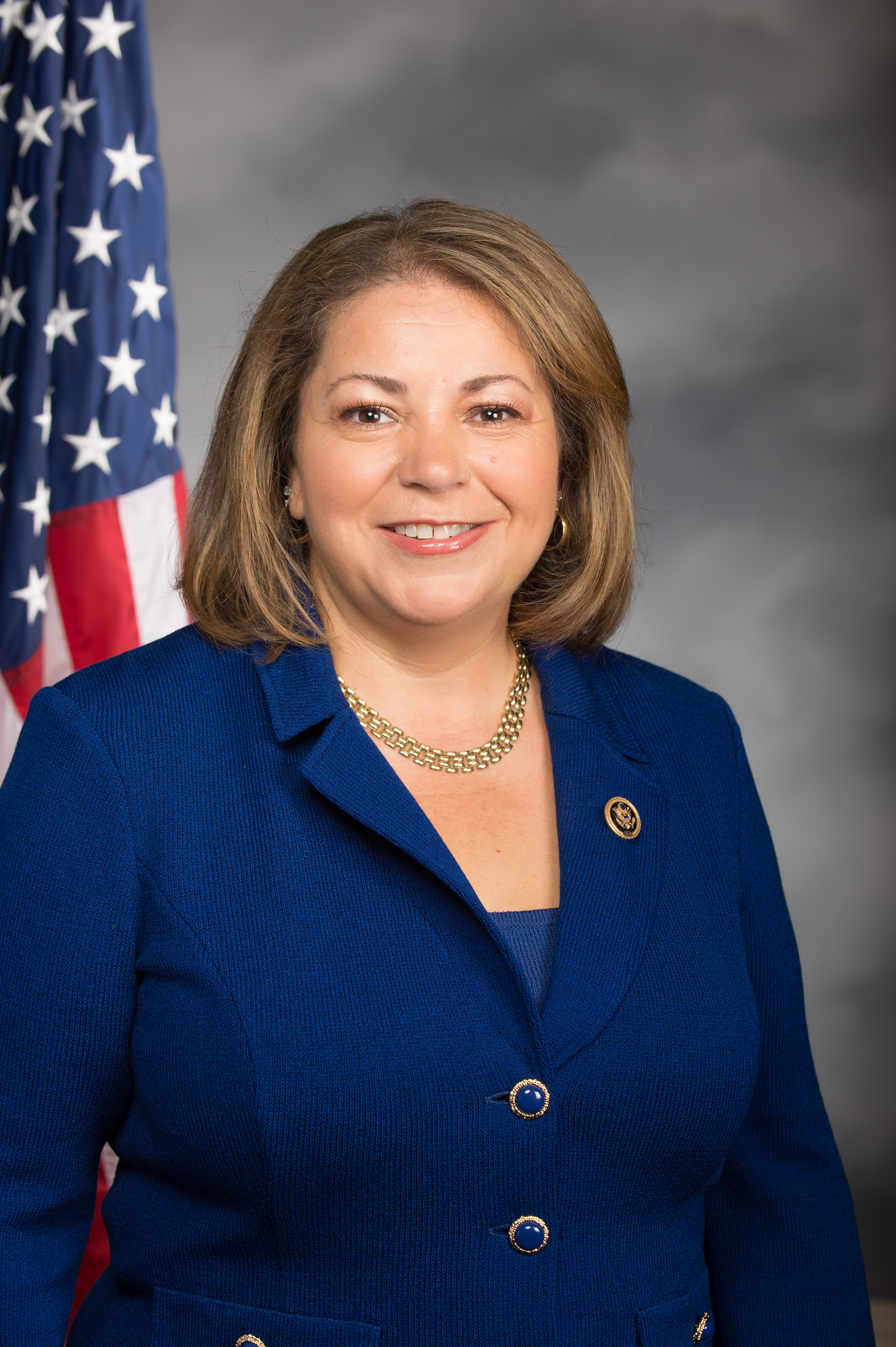
Linda Sánchez 2016.

Linda T. Sánchez, född 28 januari 1969 i Orange, Kalifornien, är en amerikansk demokratisk politiker. Hon representerar delstaten Kaliforniens 39:e distrikt i USA:s representanthus sedan 2003. Hon och äldre systern Loretta är de första systrarna att vara kongressledamöter tillsammans i USA:s historia. Brödrapar har det funnits tidigare.
Sánchez avlade 1991 grundexamen i spanska vid University of California, Berkeley och 1995 juristexamen vid University of California, Los Angeles.
Sánchez besegrade republikanen Tim Escobar i kongressvalet 2002. Hon har omvalts tre gånger.